# 36037 Linenschmidt
36037 Linenschmidt este un asteroid din centura principală de asteroizi.

## Descriere
36037 Linenschmidt este un asteroid din centura principală de asteroizi. A fost descoperit pe 13 august 1999 la Nacogdoches de W. D. Bruton și C. F. Stewart. Asteroidul prezintă o orbită caracterizată de o semiaxă mare de 3,06 ua, o excentricitate de 0,08 și o înclinație de 11,4° în raport cu ecliptica.